# Bedeh
Bedeh (persiska: بده, اِمامزادِۀ بِدِه) är en ort i Iran.   Den ligger i provinsen Bushehr, i den centrala delen av landet, 800 km söder om huvudstaden Teheran. Bedeh ligger 541 meter över havet och antalet invånare är 308.
Terrängen runt Bedeh är kuperad västerut, men österut är den platt. Runt Bedeh är det glesbefolkat, med 15 invånare per kvadratkilometer. Närmaste större samhälle är Derang, 14,3 km väster om Bedeh. Trakten runt Bedeh är ofruktbar med lite eller ingen växtlighet.